# Malcolm Pearson
Malcolm Everard MacLaren Pearson (ur. 20 lipca 1942 w Devizes) – brytyjski biznesmen i polityk, członek Izby Lordów oraz były lider eurosceptycznego ugrupowania politycznego – Partii Niepodległości Zjednoczonego Królestwa (UKIP).